# Carroll Ashmore Campbell junior

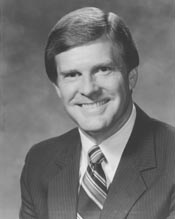
Carroll A. Campbell

Carroll Ashmore Campbell junior (* 24. Juli 1940 in Greenville, South Carolina; † 7. Dezember 2005 in West Columbia, South Carolina) war ein US-amerikanischer Politiker und von 1987 bis 1995 Gouverneur des Bundesstaates South Carolina.

## Frühe Jahre und politischer Aufstieg
Carroll Campbell besuchte die McCallie School in Chattanooga (Tennessee) und die University of South Carolina. Seine politische Laufbahn begann er als Mitglied der Republikanischen Partei im Jahr 1970 mit seiner Wahl in das Repräsentantenhaus von South Carolina. Dort verblieb er bis 1974. In diesem Jahr bewarb er sich erfolglos um das Amt des Vizegouverneurs. Ein Jahr später wurde er Berater von Gouverneur James B. Edwards. Zwischen 1976 und 1978 saß er im Senat von South Carolina. Im Jahr 1979 wurde Campbell in das Repräsentantenhaus der Vereinigten Staaten gewählt. Dort verblieb er bis 1987. Nebenbei studierte er politische Wissenschaften an der American University in Washington.

## Gouverneur von South Carolina
Für die Gouverneurswahlen des Jahres 1986 wurde er von seiner Republikanischen Partei als Spitzenkandidat bestimmt. Er gewann die Wahlen im November dieses Jahres mit 51 % der Stimmen gegen seinen demokratischen Gegenkandidaten Michael R. Daniel, der auf 47,9 % kam. Nach der unter seinem Vorgänger Richard Riley geänderten Verfassung durfte er vier Jahre später erneut kandidieren. Diesmal gewann er deutlicher mit 69,5 % der Wählerstimmen gegen Theo Mitchell. Während seiner Amtszeit musste er sich mit den Folgen des Hurrikans „Hugo“ beschäftigen, der im September 1989 große Schäden im Land anrichtete. Im Jahr 1988 berief der Gouverneur mit Jean H. Toal die erste Frau an das Oberste Gericht von South Carolina.
Im Jahr 1990 kam es zu einigen Ungereimtheiten im öffentlichen Leben von South Carolina. Zum einen musste der Präsident der University of South Carolina, James B. Holderman, wegen Geldverschwendung von seinem Amt zurücktreten. Gleichzeitig ermittelte die Staatsanwaltschaft gegen einige Politiker des Landes wegen Bestechung und Drogenmissbrauchs. Am Ende der Untersuchungen standen 27 Schuldsprüche. Das führte zu einem allgemeinen Vertrauensverlust der Bürger in die Politik. Im August 1990 wurde die Nationalgarde des Staates zur Unterstützung der US-amerikanischen Kriegsanstrengungen im ersten Irak-Krieg mobilisiert. Gouverneur Campbell setzte sich auch für die Ansiedlung ausländischer Konzerne in South Carolina ein. So förderte er auch den Bau des ersten amerikanischen BMW-Werkes, das in Greer entstand. Ansonsten ist noch erwähnenswert, dass er 1987 Papst Johannes Paul II. in Columbia empfing. Sowohl 1980 als auch 1984 unterstützte Campbell die Wahlkämpfe von Ronald Reagan. Carroll Campbell war auch Mitglied verschiedener gemeinsamer Ausschüsse der Gouverneure. Nach Ablauf seiner Amtszeit durfte er laut Verfassung nicht erneut kandidieren, daher schied er am 11. Januar 1995 aus seinem Amt aus.

## Lebensabend
Zwischen 1995 und 2001 war er in Washington Vorsitzender der Vereinigung der Lebensversicherer in Amerika (American Council of Life Insurer). Im Oktober 2001 gab er bekannt, dass er an  Alzheimer erkrankt sei. Er starb im Dezember 2005 an einem Herzanfall. Carroll Campbell war mit Iris Faye Rhodes verheiratet. Das Paar hatte zwei Kinder.